# Butaritari (miasto)
Butaritari – miasto w Kiribati, na atolu Butaritari; 2500 mieszkańców (2006). Przemysł spożywczy. W mieście znajduje się lotnisko.